# Sonia Gechtoff
 Sonia Gechtoff  (* 25. September 1926 in Philadelphia, Vereinigte Staaten; † 1. Februar 2018 in New York City, Vereinigte Staaten) war eine amerikanische Malerin und Hochschullehrerin. Sie war eine abstrakte Expressionistin, die in San Francisco und danach in New York City arbeitete.

## Leben und Werk
Gechtoff war die Tochter des Künstlerehepaares Leonid Gechtoff (1883–1941) und Ethel „Etya“ Gechtoff, die später ihre eigene East and West Gallery in der Fillmore Street 3108 in San Francisco besaß. Ihr Vater stammte aus Odessa in der Ukraine und unterrichtete sie ab ihrem 6. Lebensjahr in Malerei. Ihr Talent wurde früh erkannt und sie wurde in eine Reihe von Schulen und Klassen für künstlerisch begabte Kinder geschickt. Sie besuchte in Philadelphia die Pennsylvania Academy of the Fine Arts und belegte dort auch einen Anatomiekurs zur Verbesserung ihrer zeichnerischen Fähigkeiten. 1950 erhielt sie ihren Bachelor of Arts-Abschluss, unterrichtete Kunst und hatte eine Einzelausstellung in der Dubin Gallery.

## Abstrakter Expressionismus in San Francisco
1951 zog sie nach San Francisco und studierte Lithographie bei James Budd Dixon am San Francisco Art Institute. Sie unterrichtete am San Francisco Art Institute zusammen mit Hassel Smith und Elmer Bischoff und verkehrte mit anderen Malern des Abstrakten Expressionismus aus der Bay Area wie Madeleine Diamond, Lilly Fenichel, Deborah Remington, Jay DeFeo und James Kelly. Sie heiratete 1953 James „Jim“ Kelly (1913–2003), mit dem sie 1955 eine Wohnung in Fillmore bezog und zwei Kinder bekam.
Gechtoff wird häufig mit einer Gruppe kalifornischer Künstler in Verbindung gebracht, die in den 1950er Jahren ihren eigenen abstrakten Stil entwickelten, kurz nachdem ihre New Yorker Kollegen zum Mainstream-Ruhm gelangten. Sie lebte einen Großteil dieses Jahrzehnts mit ihrem Mann in San Francisco. Sie ließ sich von Clyfford Stills Werk inspirieren und begann mit dem Malen mit einem Spachtel. Die Künstler aus der Bay Area, mit denen sie verkehrte, wussten, dass sie etwas Radikales taten, indem sie nicht im figurativen Modus arbeiteten. Als die Direktorin des San Francisco Museum of Modern Art, Grace Morley, Gemälde des Abstrakten Expressionismus zeigte, wurde ihr öffentlich vorgeworfen, Kommunistin zu sein.
1954 nahm Gechtoff als eine von drei Frauen bei fast 50 Künstlern an der Ausstellung Younger American Painters im Guggenheim Museum teil, zusammen mit Werken von Richard Diebenkorn, Willem de Kooning, Franz Kline, Robert Motherwell, Kenzo Okada und Jackson Pollock. 1957 hatte sie eine Einzelausstellung im de Young Museum und war in Objects on the New Landscape Demanding of the Eye zu sehen, der Eröffnungsausstellung in der Ferus Gallery in Los Angeles. Sie stellte auch an der Dilexi Gallery in San Francisco aus.
Sie erhielt 1957 den Preis für die erste Einzelausstellung in der Ferus Gallery in Los Angeles und wurde im Time Magazine für ihre Teilnahme am US-Pavillon auf der Brüsseler Weltausstellung 1958 vorgestellt. Weitere große Gruppenausstellungen waren 1958 die Annual im Whitney Museum of American Art in New York und die Carnegie International in Pittsburgh.
Sie malte Gemälde auf Papier mit Acryl, das schneller trocknet als Öl. Mitte der 1980er Jahre kombinierte Gechtoff alle ihre Techniken, bei denen sie Leinwände mit Acryl aufschäumte und dann mit Bleistift darauf zeichnete.

## Künstlerin in New York City
1958 zog Gechtoff mit ihrem Ehemann und ihrer Tochter nach New York City, kurz nachdem ihre Mutter an einem Schlaganfall starb. Sie hatte Lehraufträge und Gastprofessuren an der New York University, der Adelphi University, dem Art Institute of Chicago und unterrichtete 11½ Jahre lang an der New Yorker National Academy of Art. Obwohl sie für den Rest ihres Lebens in New York blieb und ziemlich regelmäßig ausstellte, während sie zwei Kinder großzog, erhielt sie nie die Aufmerksamkeit, die sie als junge Künstlerin in San Francisco hatte.
Die Bewegung des Abstrakten Expressionismus in New York hatte den Ruf erworben, maskulin und im Allgemeinen frauenfeindlich zu sein. In der Bay Area fühlte sich Gechtoff von Richard Diebenkorn, Elmer Bischoff und Hassel Smith gleich behandelt, nicht als Malerin betrachtet, sondern als ein anderer Maler. Pop Art begann immer beliebter zu werden und sie empfand die Atmosphäre für den abstrakten Expressionismus als weniger unterstützend als in der Bay Area.
Aufgrund ihres Interesses an Figuration, Architektur, Landschaft und Erdelementen gewannen gegenständliche Elemente in ihren Gemälden und Zeichnungen zunehmend an Bedeutung, während Abstraktion und gestische Pinselstriche konstant blieben. Sie wechselte von Öl- zu Acrylfarbe und tauschte den Spachtel gegen Graphit ein, um in ihrer Arbeit definierende Striche und Grenzen beizubehalten.
Sie war eine von achtzehn Künstlern, die 2011 in Bella Pacifica: Bay Area Abstraction 1946-1963, einer Ausstellung in vier Galerien in New York vorgestellt wurden. Sie war auch eine von zwölf Künstlerinnen in der Ausstellung Women of Abstract Expressionism, die 2016 im Denver Art Museum stattfand.
Gechtoffs Arbeiten wurden nicht nur in Galerien in New York und San Francisco gezeigt, sondern auch auf der Brüsseler Weltausstellung 1958 und der Biennale von São Paulo 1961 in Brasilien. Gechtoff stellte in renommierten Galerien wie der Ferus Gallery in Los Angeles aus, sowie in den Galerien Poindexter, Gruenebaum und Kraushaar in New York.
2016 wurde Gechtoff in die Ausstellung Women of Abstract Expressionism im Denver Art Museum aufgenommen, die anschließend im Mint Museum in Charlotte, North Carolina, und im Palm Springs Art Museum in Kalifornien zu sehen war. Gechhoffs Arbeiten wurden 2022 in der Albertina Modern in Wien, 2018  in der Anita Shapolsky Gallery in New York und 2014 im San Jose Museum of Art ausgestellt.
Ihre Arbeiten befinden sich in zahlreichen Institutionen, darunter im Baltimore Museum of Art in Maryland, im Denver Art Museum in Colorado, im Solomon R. Guggenheim Museum, im Metropolitan Museum of Art, im Museum of Modern Art, in der National Academy of Design, im Oakland Museum of Art, Kalifornien, Museum of Modern Art in Kalifornien, im Kunstmuseum der Stanford University in Palo Alto, im Worcester Museum of Art in Massachusetts, im San Jose Museum of Art in Kalifornien und der Library of Congress in Washington, D.C.
Gechtoff starb 2018 im Alter von 91 Jahren.
2023 wurde ihre Arbeit in die Ausstellung Action, Gesture, Paint: Women Artists and Global Abstraction 1940-1970 in der Whitechapel Gallery in London aufgenommen.